# Andreas Asche
Andreas Asche (* 1. Februar 1960 in Hannover) ist ein ehemaliger deutscher Fußballspieler auf der Position des Torwarts.

## Biographie
Andreas Asche kam in der Saison 1983/84 vom TSV Havelse zu Borussia Dortmund in die 1. Bundesliga und wurde Ersatztorhüter hinter Eike Immel, allerdings ohne jedoch zu einem Einsatz zu kommen. Er wechselte bereits während der Saison nach Rot-Weiß Oberhausen, wo er es zu neun Zweitligaeinsätzen brachte. Danach folgte der Wechsel zum damaligen TuS Schloß Neuhaus. Asche erlebte dort die Namensänderung des Vereins in TuS Paderborn-Neuhaus mit, dem heutigen SC Paderborn 07. Weitere Stationen waren der 1. SC Göttingen 05, mit dem er in der Saison 1988/89 um den Aufstieg in die 2. Bundesliga spielte und zuletzt in der Saison 1991/92 bei Bayer 05 Uerdingen, dem heutigen KFC Uerdingen 05.